# Památná lípa u Žamberka
Památná lípa u Žamberka je památný strom na katastru města Žamberk, nacházející se se u silnice III. třídy č. 31218 vedoucí ze Žamberka do obce Klášterec nad Orlicí.
Lípa požívá ochrany od roku 1994 z důvodu „značného stáří a mohutnosti“. Měřený obvod kmene v roce 2013 činil 430 centimetrů. Dne 3. srpna 2021 byla ochrana zrušena.

## Fotogalerie

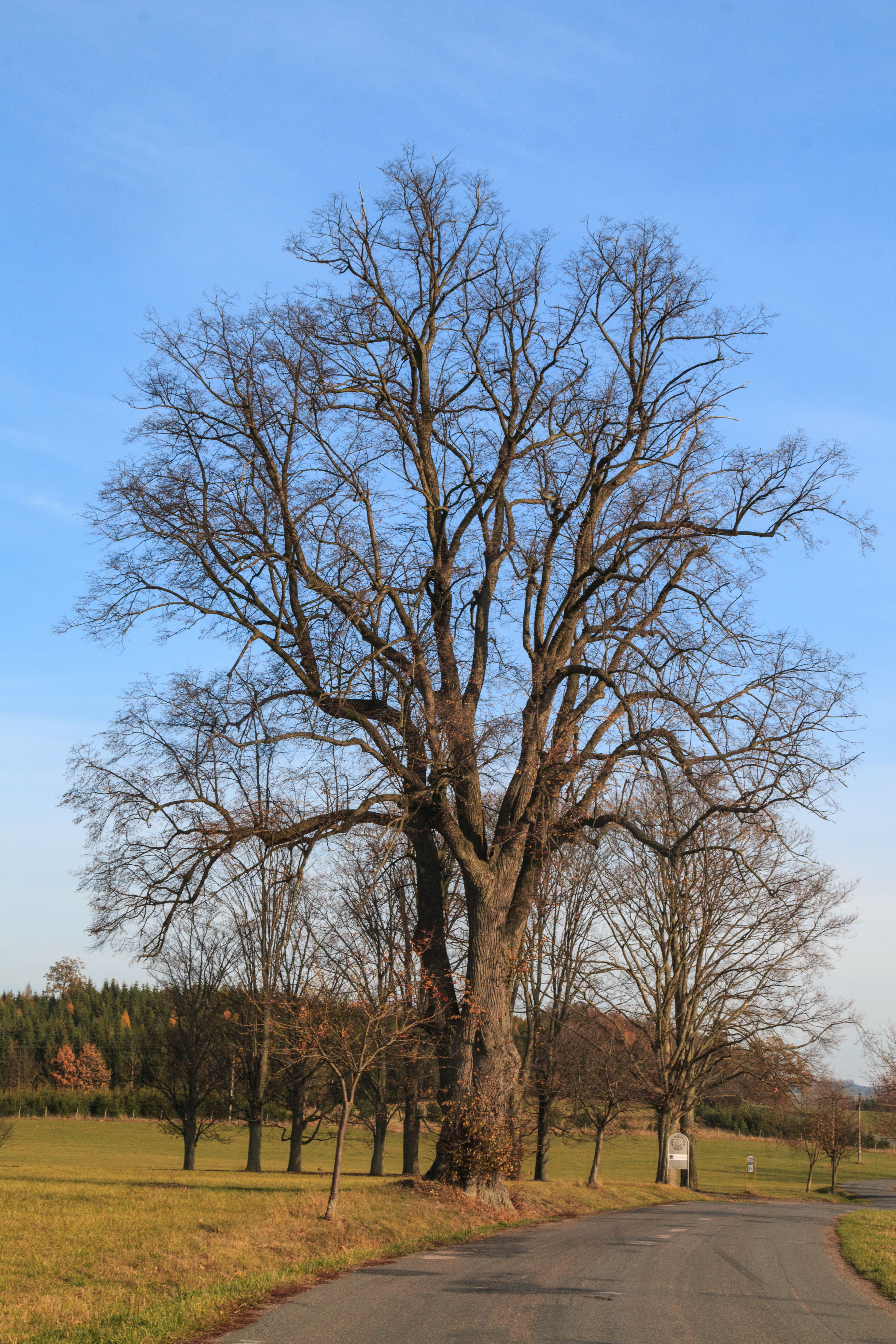
Památná lípa u Žamberka
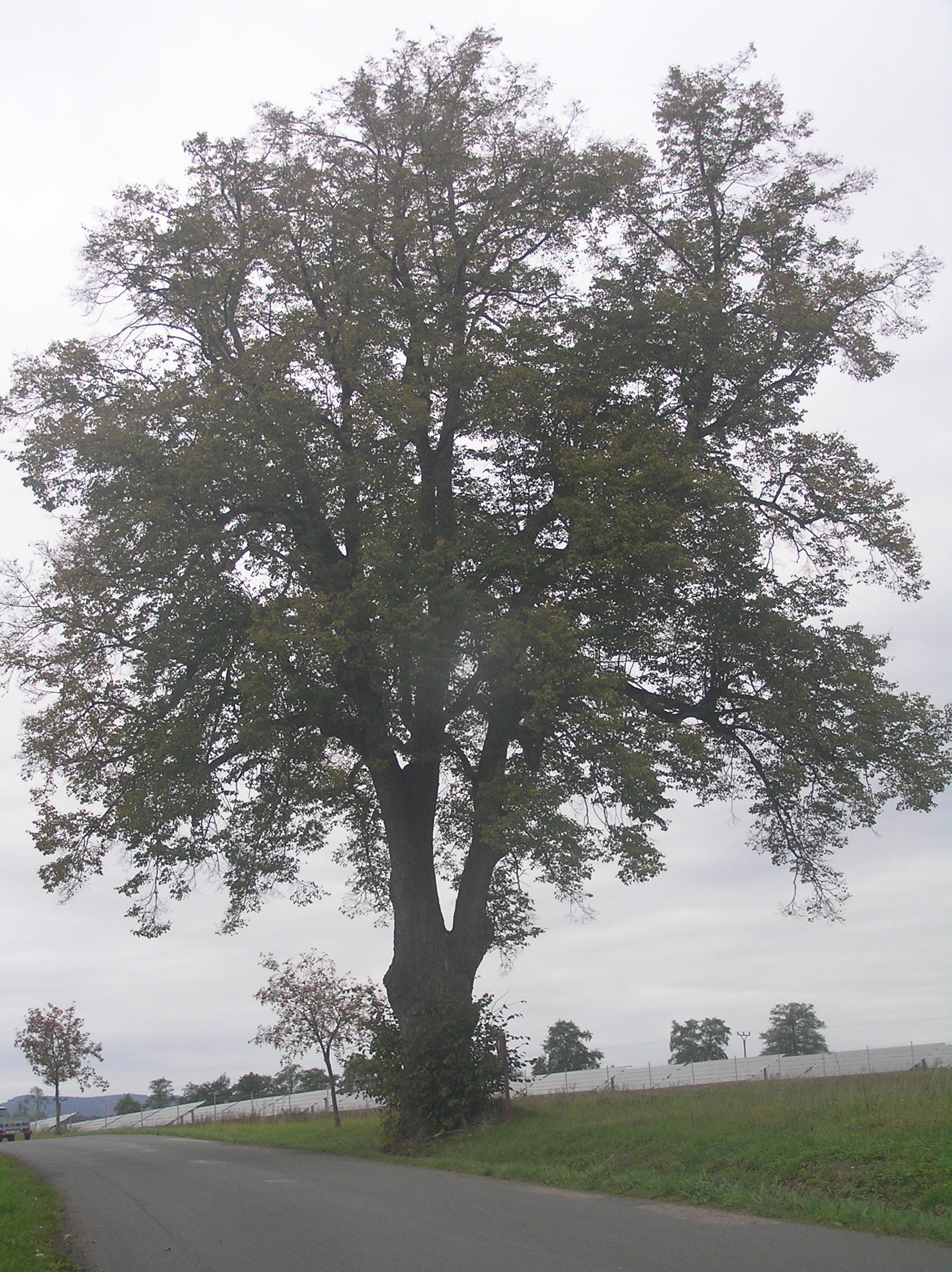
Památná lípa u Žamberka

## Památné a významné stromy vokolí
- Lípy v Žamberku
- Líska čínská v Žamberku
- Žamberská lípa
- Žamberská katalpa
- Alej pod zámkem Žamberk